# Li Jong-kap
Dans ce nom coréen, le nom de famille, Li, précède le nom personnel.
Li Jong-kap (coréen : 이종갑), né le 18 mars 1920 en Corée et mort à une date inconnue, est un joueur de football international sud-coréen, qui évoluait au poste de défenseur, avant de devenir ensuite entraîneur.

## Biographie

### Carrière de joueur

#### Carrière en sélection
Avec l'équipe de Corée du Sud, il figure dans le groupe des sélectionnés lors de la Coupe du monde de 1954. Lors du mondial organisé en Suisse, il joue un match contre la Turquie.

### Carrière d'entraîneur
Il est brièvement le sélectionneur de l'équipe de Corée du Sud en 1961.